# Karl Gustav Berndal

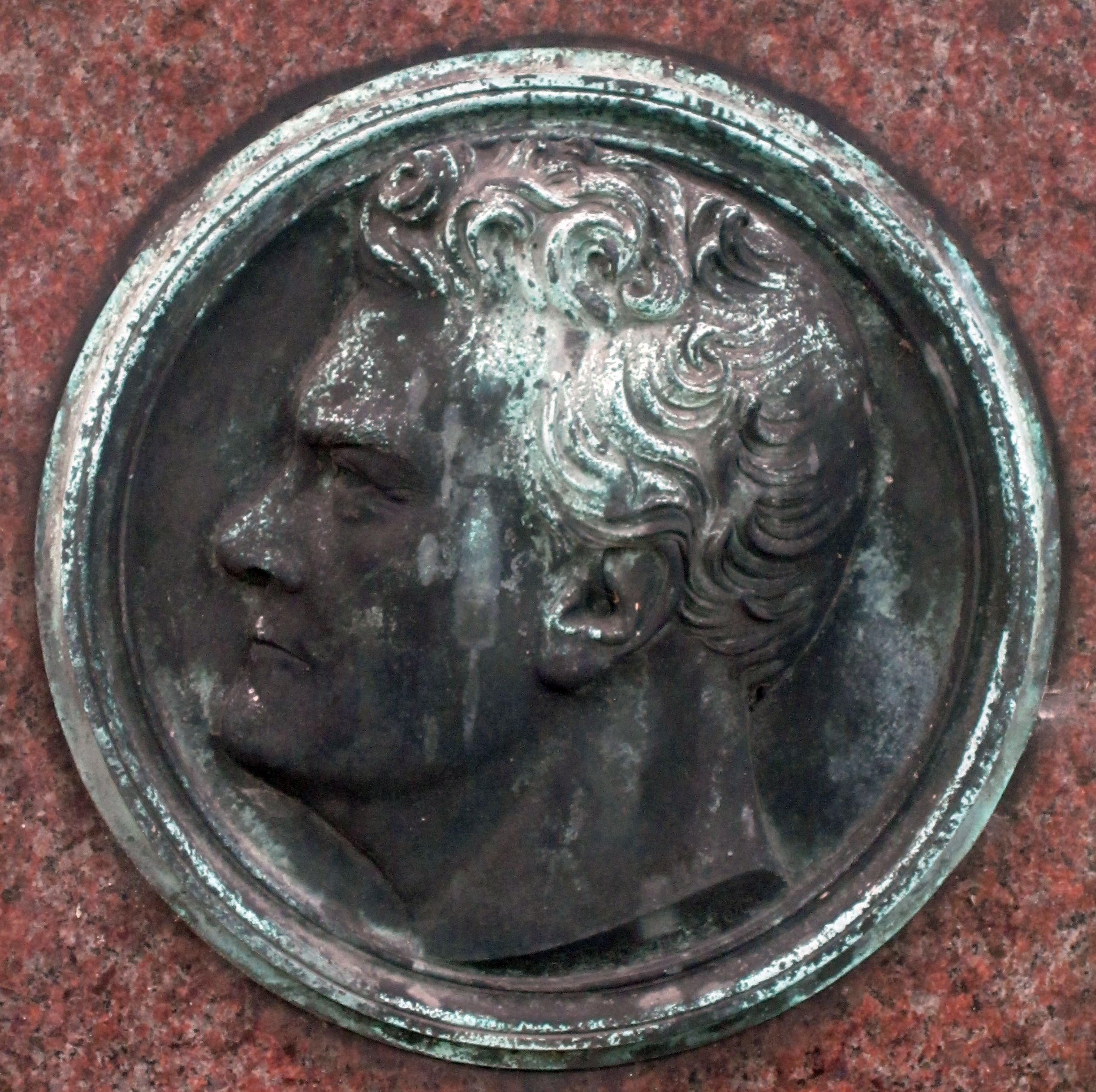
Karl Gustav Berndal (Porträtrelief am Grabstein)

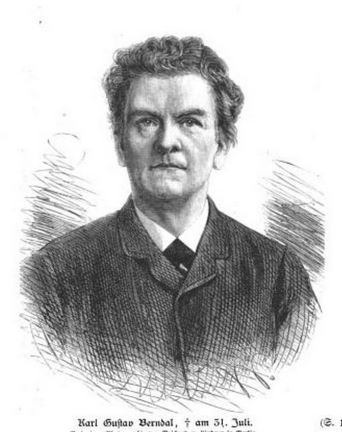
Karl Gustav Berndal

Karl Gustav Berndal, auch Carl Gustav Berndal, (* 2. November 1830 in Berlin; † 30. Juli 1885 in Gastein, Österreich) war ein deutscher Theaterschauspieler.

## Leben
Berndal wurde im Juli 1848 als junger 18-jähriger Schüler des Hoftheaters angenommen, jedoch im folgenden Jahr wieder entlassen. Er blieb zunächst in Berlin und spielte im ersten und ältesten Liebhabertheater Berlins, dem Urania. Im April 1851 engagierte ihn dann Direktor Woltersdorf für Königsberg.
1852 begab sich Berndal nach Stettin, gastierte im Mai 1853 am königlichen Theater in Berlin im Fach der jugendlichen Helden und Liebhaber und wurde im Mai 1854 erst auf drei, dann auf zehn Jahre und 1866 schließlich auf Lebenszeit engagiert. Schon 1855 ging Berndal in das ältere Fach über und wurde nach Hendrichs' Abgang 1864 dessen Vertreter in den Heldenrollen. Er gab 1857 Gastrollen in Leipzig und Mannheim, später auch in Köln, Magdeburg, Königsberg etc., überall mit großer Anerkennung.
Von 1863 bis 1873 war er Dozent für Dramatischen Unterricht und Deklamation am Stern’schen Konservatorium. Ab 1873 wirkte er auch als Lehrer der Deklamation an der königlichen Hochschule zu Berlin. Von 1880 bis 1882 war er Präsident der Genossenschaft Deutscher Bühnen-Angehöriger.

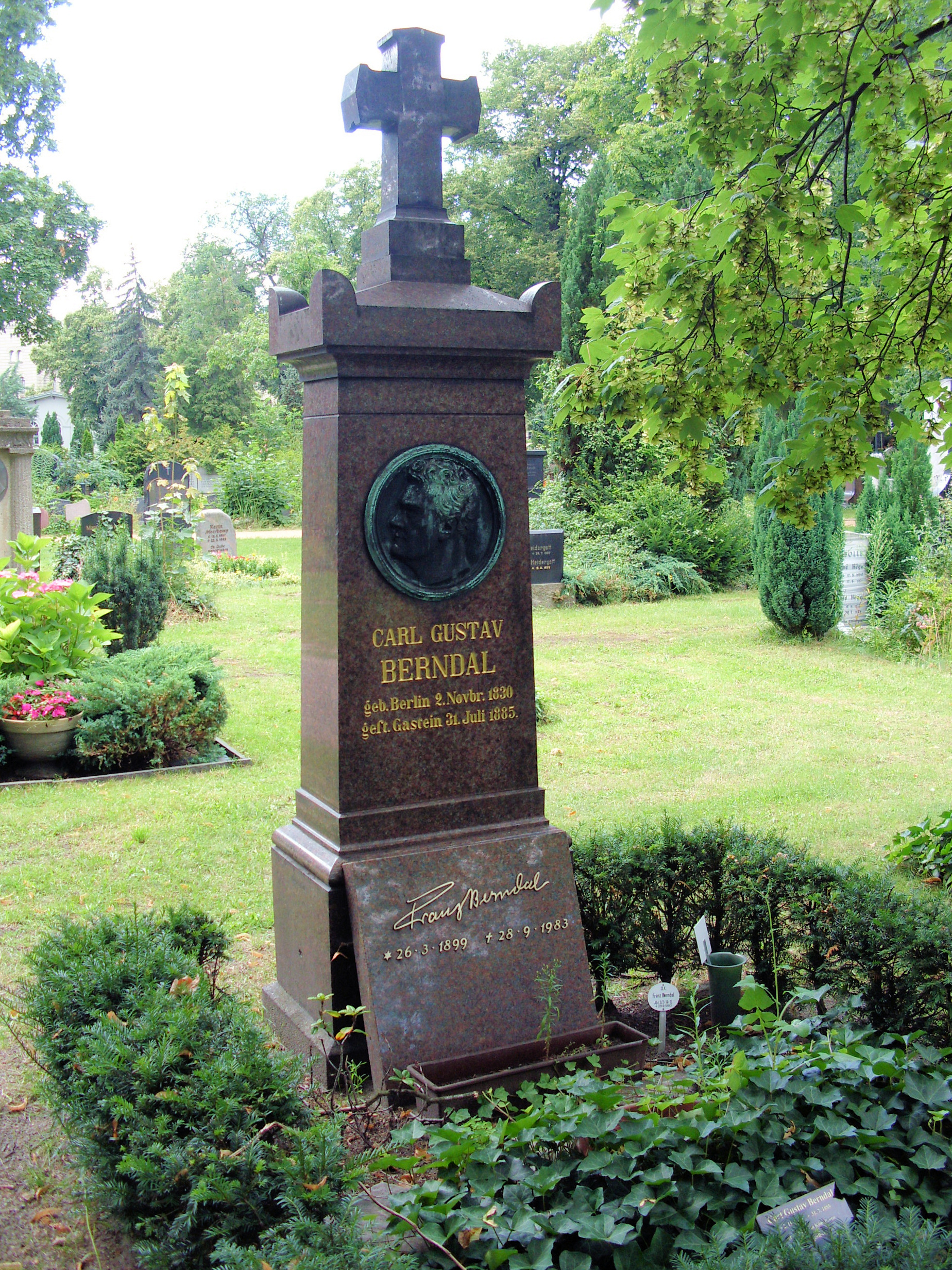
Grab von K. G. Berndal

In den letzten Lebensjahren war die Stimme von Karl Gustav Berndal so angegriffen, dass sein Spiel darunter litt und er seinen Figuren weniger Nuancen geben konnte. Dennoch kam es überraschend, als er, nach nur kurzem Unwohlsein, am 30. Juli 1885 im Alter von 54 Jahren während einer Reise in Gastein verstarb.
Sein Grab befindet sich auf dem Friedhof III der Jerusalems- und Neuen Kirche in Berlin-Kreuzberg. In den Grabpfeiler aus rotem Granit mit Kreuzbekrönung ist an der Vorderseite ein Bronzemedaillon mit dem Porträt des Toten im Profil eingelassen, ein Werk von Fritz Thomas.

## Rollen
Sein sonores Organ, unterstützt von einer vollendeten, ungezwungenen Deutlichkeit der Aussprache, vermochte sich den verschiedensten Situationen anzupassen. Zu seinen besten Rollen gehörten im Fach der Helden der Wilhelm Tell, Götz von Berlichingen, Karl Moor, Percy; im Fach der Charakterrollen spielte er den Baron von Burleigh, Wilhelm von Oranien, Präsident v. Walter, und Philipp II.

## Schüler (Auswahl)
- Jacques Burg, Julius Eyben, Laura Friedmann

## Werke
- Karl Gustav Berndal: Ansichten über Errichtung einer dramatischen Hochschule. Berlin 1876.